# 平安乡 (镇巴县)
平安乡是中国陕西省汉中市镇巴县下辖的一个乡。

## 行政区划
平安乡下辖以下行政区：
平安村、老庄坪村、桑园坝村、两河村、蒋家岭村、陈家岭村、锅厂坪村